# U-654
| U-654                      | U-654                                                          | U-654                                                          |
| -------------------------- | -------------------------------------------------------------- | -------------------------------------------------------------- |
|                            |                                                                |                                                                |
|                            |                                                                |                                                                |
|                            |                                                                |                                                                |
| Під прапором               | Третій рейх                                                    | Третій рейх                                                    |
| Спуск на воду              | 3 травня 1941 року                                             | 3 травня 1941 року                                             |
| Виведений зі складу флоту  | 22 серпня 1942 року                                            | 22 серпня 1942 року                                            |
| Сучасний статус            | затоплений                                                     | затоплений                                                     |
| Проєкт                     |                                                                |                                                                |
| Тип ПЧ                     | Торпедний ДПЧ                                                  | Торпедний ДПЧ                                                  |
| Основні характеристики     |                                                                |                                                                |
| Швидкість (надводна)       | 17,7 вузлів                                                    | 17,7 вузлів                                                    |
| Швидкість (підводна)       | 7,6 вузлів                                                     | 7,6 вузлів                                                     |
| Робоча глибина занурення   | 100 м                                                          | 100 м                                                          |
| Гранична глибина занурення | 220 м                                                          | 220 м                                                          |
| Екіпаж                     | 44 осіб                                                        | 44 осіб                                                        |
| Розміри                    |                                                                |                                                                |
| Довжина найбільша (по КВЛ) | 67,1 м                                                         | 67,1 м                                                         |
| Ширина корпусу найб.       | 6,2 м                                                          | 6,2 м                                                          |
| Висота                     | 9,6 м                                                          | 9,6 м                                                          |
| Середня осадка (по КВЛ)    | 4,70 м                                                         | 4,70 м                                                         |
| Водотоннажність надводна   | 769 т                                                          | 769 т                                                          |
| Озброєння                  |                                                                |                                                                |
| Артилерія                  | одна палубна гармата калібру 88-мм, одна 20-мм зенітна гармата | одна палубна гармата калібру 88-мм, одна 20-мм зенітна гармата |
| Торпедно- мінне озброєння  | 4 носових і один кормовий ТА. 14 торпед                        | 4 носових і один кормовий ТА. 14 торпед                        |

U-654 — німецький підводний човен типу VIIC часів Другої світової війни.
Замовлення на будівництво човна було віддане 9 жовтня 1939 року. Човен був закладений на верфі суднобудівної компанії «Howaldtswerke Hamburg AG» у Гамбурзі 1 червня 1940 року під заводським номером 803, спущений на воду 3 травня 1941 року, 5 липня 1941 року увійшов до складу 5-ї флотилії. Також за час служби входив до складу 1-ї флотилії
Човен зробив 4 бойових походи, в яких потопив 3 судна і 1 військовий корабель.
Потоплений 22 серпня 1942 року в Карибському морі північніше Колону (12°00′ пн. ш. 79°56′ зх. д. / 12.000° пн. ш. 79.933° зх. д.) глибинними бомбами американського бомбардувальника «Боло». Всі 44 члени екіпажу загинули.

## Командири
- Корветтен-капітан Ганс-Йоахім Гессе (5 липня — 24 листопада 1941)
- Оберлейтенант-цур-зее Людвіг Форстер (2 грудня 1941 — 22 серпня 1942)

## Потоплені та пошкоджені кораблі[3]
| Назва             | Тип            | Належність      | Дата           | Тоннаж (БРТ) | Вантаж                       | Статус    | Місце                                                       |
| FFL Alysse (K100) | корвет         | Франція         | 9 лютого 1942  | 900          |                              | потоплено | 46°22′ пн. ш. 43°42′ зх. д. / 46.367° пн. ш. 43.700° зх. д. |
| Empire Prairie    | вантажне судно | Велика Британія | 10 квітня 1942 | 7 010        | 9 022 т генеральних вантажів | потоплено | 37°33′ пн. ш. 60°06′ зх. д. / 37.550° пн. ш. 60.100° зх. д. |
| Steel Maker       | вантажне судно | США             | 20 квітня 1942 | 6 176        | 7 660 т військових поставок  | потоплено | 33°48′ пн. ш. 70°36′ зх. д. / 33.800° пн. ш. 70.600° зх. д. |
| Agra              | вантажне судно | Швеція          | 20 квітня 1942 | 4 569        | 6 666 т генеральних вантажів | потоплено | 34°40′ пн. ш. 69°35′ зх. д. / 34.667° пн. ш. 69.583° зх. д. |